# Copa Confraternidad (1988)
La Copa Confraternidad fue la competición que estaba pactada para ser la Copa Interamericana de 1988 entre el América de México (Campeón de la Copa de Campeones de la Concacaf) y Peñarol de Uruguay (Campeón de la Copa Libertadores).
A pesar de estar programada desde diciembre de 1987, horas antes de que se disputara el partido en Estados Unidos, los presidentes de la Concacaf y Conmebol, Joaquín Soria Terrazas y Nicolás Leoz respectivamente, notificaron al promotor del encuentro, Enrique Sokra, que el 10% de las ganancias brutas del partido debían ir a las arcas de ambas confederaciones. El promotor rechazó esas condiciones, debido a esto se decidió seguir con el encuentro con el nombre de Copa Confraternidad ya sin el aval de ninguna confederación, a pesar de las amenazas a los dos equipos de que podrían ser sancionados.
El partido originalmente se iba a disputar el 19 de abril de 1988, no obstante, una intensa lluvia hizo que se aplazara dos días. El 21 de abril el encuentro se jugó y después de un empate a dos goles en tiempo reglamentario, el América se coronó en penales.
Finalmente el América fue suspendido 2 años de toda competencia organizada por la Concacaf y posteriormente no pudo disputar la Copa de Campeones de la Concacaf 1989, derecho que había ganado al haber sido campeón de liga en la temporada 1987-88.

## Clubes participantes
Se fueron decidiendo a lo largo de 1987 entre las dos máximas competiciones de las confederaciones del continente americano.
| Equipo  | Clasificación                                        |
| ------- | ---------------------------------------------------- |
| América | Campeón de la Copa de Campeones de la Concacaf 1987. |
| Peñarol | Campeón de la Copa Libertadores 1987.                |

## Resultado
| 1     | POR   | Adrián Chávez         |     |
| 13    | DEF   | Efraín Herrera        |     |
| 4     | DEF   | Alfredo Tena          |     |
| 3     | DEF   | Guillermo Huerta      |     |
| 6     | DEF   | Guillermo Naranjo     |     |
| 11    | MED   | Cristóbal Ortega      |     |
| 23    | MED   | Antonio Carlos Santos |     |
| 7     | MED   | Gonzalo Farfán        | 64' |
| 22    | MED   | Adrián Camacho        | 59' |
| 27    | DEL   | Carlos Hermosillo     |     |
| 17    | DEL   | Luis Roberto Alves    |     |
| D. T. | D. T. | Jorge Silva Vieira    |     |

| 12    | POR   | Óscar Ferro            |     |
| 4     | DEF   | José Óscar Herrera     |     |
| 6     | DEF   | Marcelo Rotti          |     |
| 15    | DEF   | Jorge Gonçalves        |     |
| 21    | DEF   | Eliseo Rivero          |     |
| 16    | MED   | José Perdomo           |     |
| 8     | MED   | Gustavo Matosas        |     |
| 13    | MED   | Ricardo Viera          |     |
| 19    | DEL   | Daniel Alejandro Vidal | 15' |
| 7     | DEL   | Adolfo Barán           | 5'  |
| 9     | DEL   | Jorge Cabrera          | 73' |
| D. T. | D. T. | Fernando Morena        |     |

| 14 | Centrocampista | Alejandro Domínguez | 64' |
| 10 | Delantero      | Robinson Hernández  | 59' |

| 19 | Delantero | Jorge Villar | 73' |

| 66' · 73' | Antonio Carlos Santos Luis Roberto Alves | 1:1 2:1 |

| 35' · 84' | Gustavo Matosas José Óscar Herrera | 0:1 2:2 |

| Sí · Sí · Sí · Sí · Sí | Antonio Carlos Santos Luis Roberto Alves Robinson Hernández Carlos Hermosillo Guillermo Huerta | 1:1 2:2 3:3 4:3 5:4 |

| Sí · Sí · Sí · No · Sí | Ricardo Viera Jorge Villar José Óscar Herrera Eliseo Rivero Adolfo Barán | 0:1 1:2 2:3 3:3 4:4 |

| Principal | Arturo Angeles |

| 1     | POR   | Adrián Chávez         |     |
| 13    | DEF   | Efraín Herrera        |     |
| 4     | DEF   | Alfredo Tena          |     |
| 3     | DEF   | Guillermo Huerta      |     |
| 6     | DEF   | Guillermo Naranjo     |     |
| 11    | MED   | Cristóbal Ortega      |     |
| 23    | MED   | Antonio Carlos Santos |     |
| 7     | MED   | Gonzalo Farfán        | 64' |
| 22    | MED   | Adrián Camacho        | 59' |
| 27    | DEL   | Carlos Hermosillo     |     |
| 17    | DEL   | Luis Roberto Alves    |     |
| D. T. | D. T. | Jorge Silva Vieira    |     |

| 12    | POR   | Óscar Ferro            |     |
| 4     | DEF   | José Óscar Herrera     |     |
| 6     | DEF   | Marcelo Rotti          |     |
| 15    | DEF   | Jorge Gonçalves        |     |
| 21    | DEF   | Eliseo Rivero          |     |
| 16    | MED   | José Perdomo           |     |
| 8     | MED   | Gustavo Matosas        |     |
| 13    | MED   | Ricardo Viera          |     |
| 19    | DEL   | Daniel Alejandro Vidal | 15' |
| 7     | DEL   | Adolfo Barán           | 5'  |
| 9     | DEL   | Jorge Cabrera          | 73' |
| D. T. | D. T. | Fernando Morena        |     |

| 14 | Centrocampista | Alejandro Domínguez | 64' |
| 10 | Delantero      | Robinson Hernández  | 59' |

| 19 | Delantero | Jorge Villar | 73' |

| 66' · 73' | Antonio Carlos Santos Luis Roberto Alves | 1:1 2:1 |

| 35' · 84' | Gustavo Matosas José Óscar Herrera | 0:1 2:2 |

| Sí · Sí · Sí · Sí · Sí | Antonio Carlos Santos Luis Roberto Alves Robinson Hernández Carlos Hermosillo Guillermo Huerta | 1:1 2:2 3:3 4:3 5:4 |

| Sí · Sí · Sí · No · Sí | Ricardo Viera Jorge Villar José Óscar Herrera Eliseo Rivero Adolfo Barán | 0:1 1:2 2:3 3:3 4:4 |

| Principal | Arturo Angeles |

| 1     | POR   | Adrián Chávez         |     |
| 13    | DEF   | Efraín Herrera        |     |
| 4     | DEF   | Alfredo Tena          |     |
| 3     | DEF   | Guillermo Huerta      |     |
| 6     | DEF   | Guillermo Naranjo     |     |
| 11    | MED   | Cristóbal Ortega      |     |
| 23    | MED   | Antonio Carlos Santos |     |
| 7     | MED   | Gonzalo Farfán        | 64' |
| 22    | MED   | Adrián Camacho        | 59' |
| 27    | DEL   | Carlos Hermosillo     |     |
| 17    | DEL   | Luis Roberto Alves    |     |
| D. T. | D. T. | Jorge Silva Vieira    |     |

| 12    | POR   | Óscar Ferro            |     |
| 4     | DEF   | José Óscar Herrera     |     |
| 6     | DEF   | Marcelo Rotti          |     |
| 15    | DEF   | Jorge Gonçalves        |     |
| 21    | DEF   | Eliseo Rivero          |     |
| 16    | MED   | José Perdomo           |     |
| 8     | MED   | Gustavo Matosas        |     |
| 13    | MED   | Ricardo Viera          |     |
| 19    | DEL   | Daniel Alejandro Vidal | 15' |
| 7     | DEL   | Adolfo Barán           | 5'  |
| 9     | DEL   | Jorge Cabrera          | 73' |
| D. T. | D. T. | Fernando Morena        |     |

| 14 | Centrocampista | Alejandro Domínguez | 64' |
| 10 | Delantero      | Robinson Hernández  | 59' |

| 19 | Delantero | Jorge Villar | 73' |

| 66' · 73' | Antonio Carlos Santos Luis Roberto Alves | 1:1 2:1 |

| 35' · 84' | Gustavo Matosas José Óscar Herrera | 0:1 2:2 |

| Sí · Sí · Sí · Sí · Sí | Antonio Carlos Santos Luis Roberto Alves Robinson Hernández Carlos Hermosillo Guillermo Huerta | 1:1 2:2 3:3 4:3 5:4 |

| Sí · Sí · Sí · No · Sí | Ricardo Viera Jorge Villar José Óscar Herrera Eliseo Rivero Adolfo Barán | 0:1 1:2 2:3 3:3 4:4 |

| Principal | Arturo Angeles |

| 1     | POR   | Adrián Chávez         |     |
| 13    | DEF   | Efraín Herrera        |     |
| 4     | DEF   | Alfredo Tena          |     |
| 3     | DEF   | Guillermo Huerta      |     |
| 6     | DEF   | Guillermo Naranjo     |     |
| 11    | MED   | Cristóbal Ortega      |     |
| 23    | MED   | Antonio Carlos Santos |     |
| 7     | MED   | Gonzalo Farfán        | 64' |
| 22    | MED   | Adrián Camacho        | 59' |
| 27    | DEL   | Carlos Hermosillo     |     |
| 17    | DEL   | Luis Roberto Alves    |     |
| D. T. | D. T. | Jorge Silva Vieira    |     |

| 12    | POR   | Óscar Ferro            |     |
| 4     | DEF   | José Óscar Herrera     |     |
| 6     | DEF   | Marcelo Rotti          |     |
| 15    | DEF   | Jorge Gonçalves        |     |
| 21    | DEF   | Eliseo Rivero          |     |
| 16    | MED   | José Perdomo           |     |
| 8     | MED   | Gustavo Matosas        |     |
| 13    | MED   | Ricardo Viera          |     |
| 19    | DEL   | Daniel Alejandro Vidal | 15' |
| 7     | DEL   | Adolfo Barán           | 5'  |
| 9     | DEL   | Jorge Cabrera          | 73' |
| D. T. | D. T. | Fernando Morena        |     |

| 14 | Centrocampista | Alejandro Domínguez | 64' |
| 10 | Delantero      | Robinson Hernández  | 59' |

| 19 | Delantero | Jorge Villar | 73' |

| 66' · 73' | Antonio Carlos Santos Luis Roberto Alves | 1:1 2:1 |

| 35' · 84' | Gustavo Matosas José Óscar Herrera | 0:1 2:2 |

| Sí · Sí · Sí · Sí · Sí | Antonio Carlos Santos Luis Roberto Alves Robinson Hernández Carlos Hermosillo Guillermo Huerta | 1:1 2:2 3:3 4:3 5:4 |

| Sí · Sí · Sí · No · Sí | Ricardo Viera Jorge Villar José Óscar Herrera Eliseo Rivero Adolfo Barán | 0:1 1:2 2:3 3:3 4:4 |

| Principal | Arturo Angeles |

|                           |
| Bandera de México         |
| Campeón América 1° título |